# DsRed

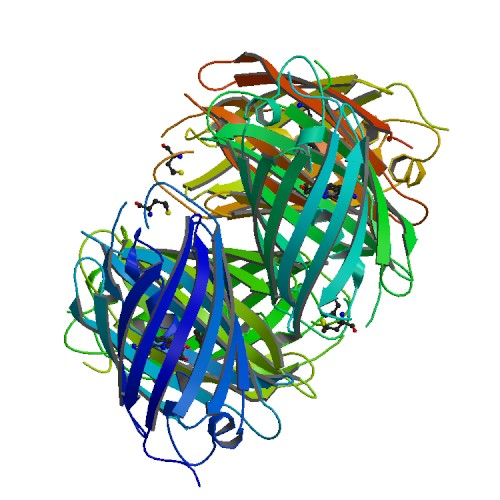
DsRed

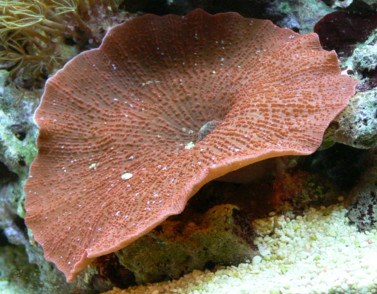
Discosoma 属珊瑚

DsRed是一种在Discosoma 属珊瑚中发现的红色荧光蛋白，与維多利亞多管發光水母中发现的绿色荧光蛋白（GFP）是同源物，能发出红色荧光（激发峰558nm，发射峰583nm），改造后的变体有mCherry、mPlum、dTomato、tdTomato等。